# Ian Main
Ian Main (* um 1957) ist ein britischer Geophysiker. Er ist Professor für Seismologie und Gesteinsphysik an der Universität Edinburgh.
Main erhielt 1979 seinen Bachelor-Abschluss in Physik an der Universität St. Andrews, 1980 seinen Master-Abschluss in Geophysik an der University of Durham und wurde 1986 in Edinburgh in Seismologie promoviert, wobei er schon seit 1981 in Teilzeit Lecturer am Napier College in Edinburgh war und ab 1982 beim British Geological Survey. Ab 1985 war er Lecturer an der University of Reading und ab 1989 an der Universität Edinburgh, wo er Reader wurde und 2000 Professor.
Ian Main befasst sich mit geologischen und anderen Katastrophen, speziell Erdbeben, Erdbebenrisiken und Erdbebenvorhersagen und Datensammlung dafür in Echtzeit. Er war Mitglied einer Kommission in Italien nach dem katastrophalen Erdbeben von L’Aquila 2009, das auch zu einer Vertrauenskrise und einen Prozess gegen Erdbebenexperten geführt hatte. Er befasst sich auch mit Beobachtung und statistischer Datenanalyse von Erdöl- und Erdgas-Reservoiren und solchen für Kohlendioxidverpressung.
Main ist Fellow der Royal Society of Edinburgh. 1997 war er Bullerwell Lecturer der Royal Astronomical Society und für 2014 erhielt er die Louis Néel Medal. 2022 wurde er zum Mitglied der Academia Europaea gewählt.